# Claude Bartolone
Pour les articles homonymes, voir Bartolone.
Claude Bartolone, né le 29 juillet 1951 à Tunis (protectorat français de Tunisie), est un homme politique français, membre du Parti socialiste (PS). Il est président de l'Assemblée nationale de 2012 à 2017.
Issu d'un milieu modeste, il commence sa carrière politique au Pré-Saint-Gervais (Seine-Saint-Denis), dont il devient maire en 1995. Lors des élections législatives de 1981, il est élu député de la 6e circonscription de la Seine-Saint-Denis. Il quitte les bancs de l'Assemblée nationale lorsqu'il est nommé ministre délégué à la Ville dans le gouvernement Jospin, en 1998. Il reste ministre jusqu’à la fin de la troisième cohabitation, en 2002.
Président du conseil général de la Seine-Saint-Denis de 2008 à 2012, il conduit en Île-de-France une liste de gauche pour les élections régionales de 2015, mais échoue face à la candidate de la droite, Valérie Pécresse.
Préféré à trois autres candidats à l'occasion d'une primaire interne au groupe socialiste, il est élu président de l'Assemblée nationale en 2012. Il préside les travaux de la chambre basse jusqu'au terme de la XIVe législature.
En 2017, il ne brigue pas un nouveau mandat de député et met un terme à sa carrière politique.

## Biographie

### Famille et études
Claude Bartolone est né à Tunis dans une famille d'ouvriers agricoles d'origine sicilienne par son père, qui a émigré en Tunisie, et maltaise par sa mère,. Son père est saisonnier, ouvrier agricole l'été et ferrailleur l'hiver, sa mère étant femme au foyer. La famille Bartolone et ses trois enfants viennent s'installer en France en 1960 au Pré-Saint-Gervais, où ils vivent dans un petit appartement, cité Jean-Jaurès. Claude Bartolone poursuit ses études au collège Anatole-France,, et, alors qu'il devait s'inscrire en CAP de mécanique, décide de continuer sa formation au lycée Turgot à Paris sur les conseils de son professeur de français,, qui convainc ses parents, en 1965, des capacités de leur enfant. Après avoir obtenu son baccalauréat, il s'inscrit à l'université Pierre-et-Marie-Curie, actuelle Sorbonne Université, où il obtient une licence de mathématiques.
Divorcé de Giulietta, avec laquelle, il a eu deux enfants, il se remarie en 2006 avec sa collaboratrice Véronique Ragusa. Avant de devenir son épouse, elle a été chargée de mission à son cabinet lorsqu'il était ministre délégué à la Ville de 1998 à 2002, puis collaboratrice parlementaire et ensuite chargée de mission au conseil général de la Seine-Saint-Denis de 2008 à 2012. En 2012, elle rejoint son cabinet à la présidence de l'Assemblée nationale. Interrogé sur cet emploi familial, il se justifie ainsi : « Je n'ai pas embauché ma femme, j'ai épousé ma collaboratrice »,.
Son frère cadet, Renato Bartolone, possède, depuis 1977, un restaurant dans le 6e arrondissement de Paris, le « Marco Polo », un lieu apprécié du Tout Paris. À l'époque, Claude Bartolone s'apprêtait à acheter son premier appartement : « J'ai été voir le banquier pour lui dire de me refuser mon prêt. Ce que j'avais à ma disposition pour acheter cet appartement je l'ai prêté à mon frère et depuis ce jour-là, il a arrêté de faire la java et il a travaillé comme un dingue ». Près de 40 ans plus tard, Renato Bartolone est nommé chevalier de l’ordre national du Mérite, le 11 mars 2016, sur proposition du ministre de l'Économie Emmanuel Macron. Claude Bartolone a été actionnaire du restaurant jusqu'en novembre 2012 et occasionnellement co-gérant.

### Carrière professionnelle
Après sa licence de mathématiques, il devient cadre commercial dans l'industrie pharmaceutique,. Sa biographie sur le site de l'Assemblée nationale le présente comme « cadre de l'industrie pharmaceutique ». Ayant quitté cet emploi pour se consacrer à son mandat de parlementaire, la déclaration d'activité, publiée par l'Assemblée nationale, en juillet 2014, indique « Profession : néant ».

### Débuts en politique
Claude Bartolone s'engage au Parti socialiste en 1974 après la défaite de François Mitterrand à l'élection présidentielle. Il accède à un premier mandat de conseiller municipal du Pré-Saint-Gervais en 1977,.
À 26 ans, jeune secrétaire de section PS du Pré-Saint-Gervais, il est convié en 1978 par le maire Marcel Debarge à participer à un repas avec le premier secrétaire François Mitterrand quand le repas est perturbé par une manifestation d'ouvriers en grève de l'usine voisine. Bartolone sort et parvient à les calmer en leur promettant que Mitterrand viendra les voir à la fin du repas, ce qu'il acceptera. Bartolone puis Mitterrand réussissent à gagner la sympathie des ouvriers. Avant de partir, Mitterrand l'interpelle : « Vous êtes un jeune homme. Si vous êtes candidat à une élection quelle qu'elle soit, je viendrai vous soutenir ». C'est la raison qui le pousse à se présenter pour le PS aux élections cantonales de 1979, dans un scrutin où il a peu de chances d'être élu, le canton étant tenu par la droite et le PCF arrivant toujours en deuxième position. Mitterrand tient parole et vient le soutenir dans une réunion publique. Bartolone parvient en tête de la gauche au premier tour, qui totalise 55 % des voix. Lors de cette échéance fondatrice du PS départemental, le PCF se désiste en sa faveur et au second tour, il reprend à la droite le canton des Lilas avec 54 % des suffrages. Il est réélu en 1985 dans ce canton formé par les communes des Lilas et du Pré-Saint-Gervais. Il est en revanche battu aux élections cantonales de 1992 par l'UDF-RAD Jean-Claude Dupont.
Il est élu député dans la 6e circonscription de la Seine-saint-Denis (Le Pré-Saint-Gervais, Les Lilas, Pantin, Bagnolet) à la surprise générale à la faveur de la vague rose des législatives de 1981. Il siège sans discontinuer, hormis la période où il est ministre du gouvernement Jospin. Il est réélu le 17 juin 2012, pour la XIVe législature (2012-2017), dans la nouvelle 9e circonscription de la Seine-Saint-Denis (Le Pré-Saint-Gervais, Les Lilas, Romainville, Bondy Nord-Ouest, Noisy-le-Sec).
Du 2 avril 1992 au 1er avril 1993, il est l'un des vice-présidents de l'Assemblée nationale auprès d'Henri Emmanuelli.

### Ministre de la Ville
Le 30 mars 1998, Claude Bartolone intègre le gouvernement de Lionel Jospin à la faveur d'un remaniement ministériel. Il se voit attribuer les fonctions de ministre délégué à la Ville, qui étaient alors vacantes depuis l'année précédente. Précédé du rapport de Jean-Pierre Sueur, le ministère n'est en effet créé qu'en avril 1998, près d'un an après la constitution du gouvernement.
Après quelques mois de flottement, ses ambitions pour les quartiers populaires sont confortées par Lionel Jospin qui accepte de remplacer les « grands projets urbains » lancés par le gouvernement Juppé par des « grands projets de ville » ne se limitant plus à l'urbanisme, mais intégrant les conditions de vie et d’emploi des habitants dans les contrats de ville. En 1999, les crédits du ministère délégué à la Ville augmentent de 32 %, puis de 40 % en 2000.
En 2002, il crée le concours « Talents des cités », qui révèle et récompense les jeunes créateurs d'entreprise ou d'association des quartiers et perdure malgré les alternances politiques.
La règle du non-cumul de la présidence d'exécutifs locaux étant alors imposée aux ministres, il démissionne de son mandat de maire et redevient maire-adjoint, cédant son siège de premier édile à Gérard Cosme. Il est tête de liste PS-PCF aux municipales de 2001 du Pré-Saint-Gervais, mais ne postule pas au poste de maire étant toujours membre du gouvernement.

### Président du conseil général de la Seine-Saint Denis

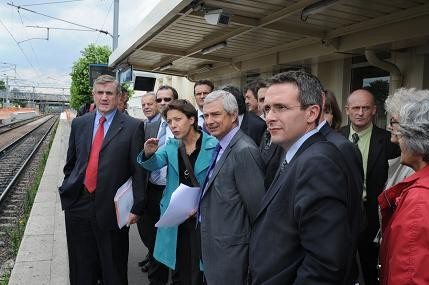
En juillet 2008, visite d'élus conduite par Claude Bartolone, alors président du conseil général de la Seine-Saint-Denis, sur le tracé en gare du Bourget.

Homme de consensus dans la fédération socialiste, il annonce sa candidature sur le canton de Pantin-Est en 2008. Élu au premier tour, il devient président du conseil général de la Seine-Saint-Denis le 20 mars 2008.
À la tête du conseil général, il affirme ses priorités dont la mixité sociale, l'aide à la petite enfance, le développement économique, la protection de l'environnement, la lutte contre l'échec scolaire et les discriminations.
Ses ambitions se heurtent au défi porté par une dette composée essentiellement d'emprunts dits « toxiques » qui fragilisent la santé financière du conseil général. Il est l'un des premiers à avoir dénoncé les risques de ces emprunts à taux variables contractés par les collectivités locales sur le conseil des banques. Après son élection, il découvre en effet rapidement que 97 % des emprunts souscrits par son prédécesseur sont assortis de taux d'intérêt indexés sur les taux de change de monnaies étrangères (yen, franc suisse). Il intente alors un procès à trois banques et refuse de verser ces sommes tant que la justice ne se sera pas prononcée. Cette démarche inédite permettra à son successeur, Stéphane Troussel, de renégocier les 331 millions d’euros de créances risquées contractées auprès des banques. Après des succès judiciaires, le Département peut conclure en 2014 un accord avec son principal créancier la banque Dexia, soldant l'essentiel des emprunts risqués.
En 2011, il préside en tant que député la commission d’enquête parlementaire sur les « emprunts toxiques » dont le rapport est adopté à l'unanimité des membres.
Malgré des économies de fonctionnement, le Département se heurte à des difficultés budgétaires en raison de la suppression de la taxe professionnelle, de la réforme territoriale et de la non compensation par l’État des allocations de solidarité transférées aux départements comme l'allocation personnalisée d'autonomie (APA) destinée aux personnes âgées, le revenu de solidarité active (RSA), l'aide à l'enfance et la prestation de compensation du handicap (PCH). Pour contester cette situation, Claude Bartolone propose au vote un budget 2010 volontairement en déséquilibre, appelé « budget de révolte ». Ce budget comprend la somme virtuelle de 75 M€, réclamés à l'État au titre des transferts de charges non compensés. Malgré une première injonction de la chambre régionale des comptes d'Île-de-France, le Département maintient le bras de fer, jusqu'en juillet où le préfet rend le budget exécutoire.
En octobre 2010, le conseil général adopte un plan exceptionnel de financement de 723 millions d’euros pour construire ou reconstruire 21 collèges.
À l'été 2012, peu après son élection à la présidence de l'Assemblée nationale, il démissionne de la présidence du conseil général et son premier vice-président Stéphane Troussel lui succède. Il reste conseiller général jusqu'au 14 avril 2014, après son élection au conseil municipal du Pré-Saint-Gervais, le 23 mars 2014, sur la liste du socialiste de Gérard Cosme,. Lors de ces élections municipales, il « perd son triple pari : conquérir les deux villes de gauche de plus de 100 000 habitants (Montreuil et Saint-Denis), mettre la communauté d’agglomération de Plaine Commune dans sa sphère d’influence et peser suffisamment lourd au futur conseil de la métropole du Grand Paris pour en devenir le président ».
Claude Bartolone demeure une personnalité très influente en Seine-Saint-Denis, au point d'être surnommé « le parrain » du département par les médias. Il tente de s'en défaire en 2015 : « On essaye de me disqualifier en disant cela. J'ai toujours senti un parfum de racisme dans cette expression de “Don Bartolone” qui renvoie à mes origines italiennes ». L'universitaire Wilfried Serisier souligne alors que son réseau « n’est pas neuf et a une base territoriale précise : Le Pré-Saint-Gervais, Les Lilas, Pantin. Parmi les élus du réseau de Claude Bartolone, longtemps proche de Laurent Fabius, il y a d’abord eu ses attachés parlementaires de la première heure (Bertrand Kern, Pascal Popelin, Daniel Guiraud). Stéphane Troussel, à gauche du PS, l’a remplacé à la présidence du conseil général ».
Trois ans après la fin de ses fonctions de président du département, en pleine campagne pour les élections régionales, Jean-Michel Bluteau, élu de droite au conseil général, dénonce au procureur de Bobigny un supposé emploi fictif. Le Monde annonce fin septembre 2015 qu'à la suite de cette plainte, le parquet de Bobigny ouvre une enquête préliminaire à propos d'un possible emploi fictif dont aurait bénéficié un de ses collaborateurs de cabinet. En septembre 2016, au terme des investigations, la plainte est classée sans suite et Claude Bartolone mis hors de cause.

### Cadre du Parti socialiste
Pendant de nombreuses années, il est connu comme le principal lieutenant de Laurent Fabius. En 2005, il se prononce pour le « non » au référendum sur le Traité constitutionnel européen.
Claude Bartolone est membre de l'équipe du « Pacte Présidentiel » de la campagne de Ségolène Royal lors de l'élection présidentielle de 2007. Il décrit ses regrets dans le livre Une élection imperdable.
Le fabiusien noue une alliance improbable avec Jean-Christophe Cambadélis, proche de Dominique Strauss-Kahn, au sein des « Reconstructeurs ». Cette union d'adversaires historiques porte la candidature de Martine Aubry face aux favoris Bertrand Delanoë et Ségolène Royal. Lors du congrès de Reims, Martine Aubry crée la surprise et devient la nouvelle première secrétaire en l'emportant d'une courte tête sur Royal au second tour. En décembre 2008, il est nommé secrétaire national chargé des relations extérieures. À l'occasion de la composition du secrétariat national, il se voit reprocher par Laurent Fabius de ne pas avoir obtenu suffisamment de représentants pour son courant, ce qui entraîne leur rupture.

### Président de l'Assemblée nationale

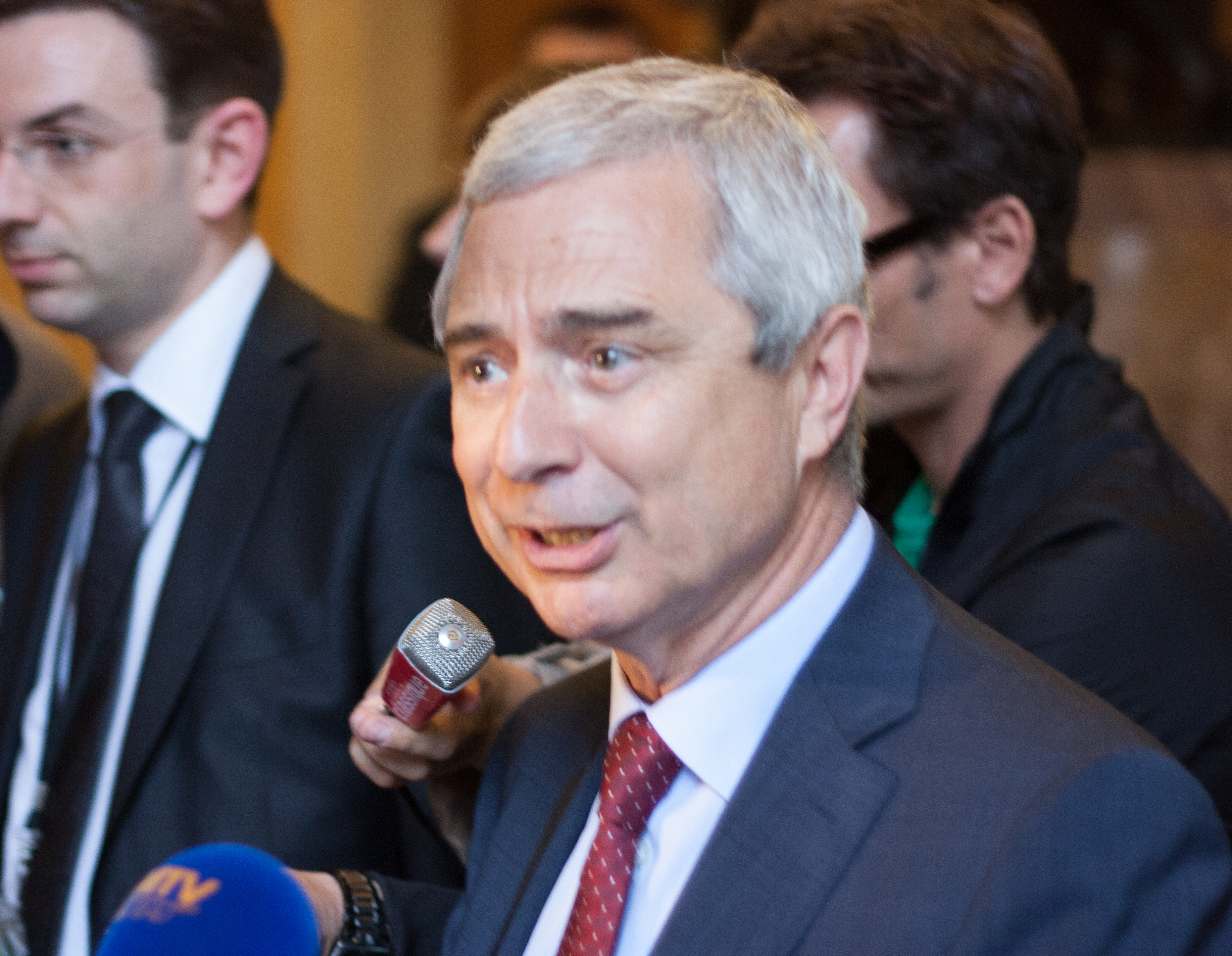
Claude Bartolone le 21 juin 2012, après sa désignation comme candidat socialiste à la présidence de l'Assemblée nationale.

En 2012, la gauche devient majoritaire à l'Assemblée nationale après le succès de François Hollande à l'élection présidentielle. Ségolène Royal pressentie candidate à cette fonction étant battue dans sa circonscription aux élections législatives, il se présente comme candidat à la présidence de l'Assemblée nationale.
Il est préféré par ses pairs aux candidatures de Jean Glavany, Élisabeth Guigou et Daniel Vaillant le 21 juin 2012. Le 26 juin, il devient le douzième président de l'Assemblée nationale de la Cinquième République. Il est élu dès le premier tour de scrutin, face au président sortant de l'Assemblée, Bernard Accoyer, candidat de l'UMP, par 298 voix contre 185 (55 votes nuls et 2 autres voix se rapportant à un candidat non déclaré).
Il lui arrive de critiquer l'action gouvernementale en contestant l'objectif de convergence absolue à 3 % de déficit, en participant en juin 2013 à la rencontre du club de parlementaires socialistes « La Gauche Populaire » qui propose de réorienter l'Europe « au service de la croissance et de l'emploi » ou encore, en étant l'invité du turbulent ministre Arnaud Montebourg à la Fête de la rose de Frangy-en-Bresse le 18 août 2013. Il tente de se poser en rassembleur entre les frondeurs et le gouvernement : « Je ne les ai jamais appelés frondeurs. Je les ai toujours considérés comme des députés socialistes. Et je n'ai jamais dramatisé ». Il appelle en juillet 2015 au retour des écologistes au gouvernement après les élections régionales de décembre 2015 : « On ne peut gagner et transformer notre pays qu'avec une gauche unie ». Il déplore que la loi Macron, votée grâce à l'article 49-3 ait été trop peu équilibrée pour être votée par l'aile gauche du PS.
En janvier et février 2013, il préside, 90 heures durant, le débat portant sur l'ouverture du mariage aux couples de personnes de même sexe, assumant ainsi un record de présence au perchoir pour un président de l'Assemblée nationale. Il préside également, en avril 2013, les débats en seconde lecture, qui aboutissent à l'adoption du projet de loi.
Au lendemain du rejet par le Sénat d'une première mouture de la définition de la Métropole du Grand Paris à l'été 2013, il parvient à imposer de concert avec des députés comme Alexis Bachelay que la future Métropole prenne la forme d'une intercommunalité unique sur le périmètre de Paris et des trois départements de la Petite couronne. Le 2 février 2014, il annonce sa participation aux élections municipales au Pré-Saint-Gervais, afin de pouvoir être candidat au conseil métropolitain de la MGP, dont il était pressenti pour briguer la présidence avant que les élections municipales de 2014 tournent à l'avantage de la droite.
En 2014, il publie Je ne me tairai plus en collaboration avec une journaliste du Monde. Dans cet ouvrage, le président de l'Assemblée propose sa lecture des institutions, suggère un régime présidentiel pour la France et la disparition définitive du titre de Premier ministre. Le livre est un échec éditorial « en dépit d'une promotion intense ».
Entre novembre 2014 et octobre 2015, il copréside avec l'historien Michel Winock, le Groupe de travail sur l'avenir des institutions dit « mission Bartolone-Winock ». Le rapport de cette mission formule 17 propositions pour réformer les institutions de la Ve République.
Afin de permettre aux communistes et aux écologistes de former chacun un groupe parlementaire, il fait abaisser le seuil requis de 30 à 15 députés.

#### Controverse dans l'amélioration de la transparence des députés
Le mandat de Claude Bartolone a semblé marquer son engagement en faveur des mesures de transparence pour le patrimoine des élus.
En septembre 2012, Claude Bartolone annonce un meilleur encadrement des frais des députés, une stabilité budgétaire de l'Assemblée nationale et vouloir en faire un lieu de débat et de rencontre des acteurs sociaux. Il souhaite également transférer aux députés son pouvoir de nomination de membres du Conseil supérieur de la magistrature.
Dès l'automne 2012, il impose des mesures de transparence comme la publication annuelle de l’affectation de la réserve parlementaire et certification des comptes de l’Assemblée nationale par la Cour des comptes.
Favorable à « des contrôles réguliers sur le patrimoine des élus », il s'oppose cependant à la publicité du patrimoine des parlementaires qu'il considère comme du voyeurisme, ce qui amène à l'adoption de mesures permettant à chacun de consulter le patrimoine des élus mais non de les publier,. À la suite de cette prise de position, la presse publie des photos de sa maison aux Lilas, en Seine-Saint-Denis, une résidence qu'elle estime à deux millions d'euros, située sur les hauteurs du Fort de Romainville,.
Claude Bartolone donne suite aux deux demandes de perquisition policières du Palais Bourbon concernant Jean-François Copé le 22 janvier 2015 dans le cadre de l’affaire Bygmalion puis François Fillon le 31 janvier 2017 dans le cadre de l'affaire Fillon, qui sont respectivement la cinquième et la sixième perquisition autorisées dans ces lieux depuis le début de la Ve République. En avril 2014, la levée de l’immunité parlementaire du député UMP Bernard Brochand est refusée à 12 voix contre 8 des membres du bureau tout comme celle de son collègue Lionnel Luca, refusée à l’unanimité en mai de la même année. Celle du député UMP Philippe Briand est levée en janvier 2015 à la demande de l'intéressé. Celle du député LR Patrick Balkany est la première levée depuis 2012, à l'unanimité des membres du bureau, contre l’avis de l’intéressé.

#### Controverse quant aux dépenses de la présidence de l'Assemblée
Fin 2015, la Cour des comptes montre une augmentation des dépenses du cabinet du Président de l'Assemblée nationale entre 2013 et 2014 passant à 2,86 millions d’euros au titre de 2014, contre 2,7 en 2013. Son directeur de cabinet explique que par le passé, « des personnels étaient payés par d’autres administrations ». Ces personnels détachés par d'autres administrations auprès de l'Assemblée nationale étaient une anomalie statutaire[source insuffisante], Claude Bartolone a souhaité clarifier et régulariser ces situations en les réintégrant à l’Assemblée nationale, ce qui a provoqué cette augmentation de la masse salariale.

#### Controverse quant à son influence médiatique
Durant sa présidence de l'Assemblée nationale, certains journalistes mettent en avant ses jeux d'influence dans la vie médiatique. Laurent Mauduit, journaliste à Mediapart, affirme qu'il a « lourdement pesé pour que le quotidien La Provence tombe effectivement entre les mains de son ami Bernard Tapie », intervenant « de manière très empressée auprès de François Hollande ». Marc Baudriller, journaliste à Challenges, et Laurent Mauduit affirment tous deux qu'il a biaisé la désignation de Marie-Ève Malouines à la tête de La Chaîne parlementaire Assemblée nationale (LCP-AN) — allégation démentie par l'entourage de l'intéressé,. Renaud Revel, rédacteur en chef et responsable de la rubrique média de L'Express, indique qu'à l'occasion de l'attribution par le CSA d’une fréquence TNT en Ile-de-France à l'été 2015, Claude Bartolone « s'est démené en coulisses afin de barrer la route au projet IFTV Service porté par IFTV Service SAS (une société détenue à 49 % par le groupe Figaro) », craignant que cette nouvelle chaîne ne lui soit « hostile politiquement ».
En mars 2017, Claude Bartolone est accusé d'avoir utilisé des informations policières pour conduire une action de déstabilisation de sa concurrente aux élections régionales, Valérie Pécresse.
Les accusations qu'il avait proférées à l'encontre de Valérie Pécresse lors d'un entretien, à l'OBS le 10 décembre 2015 étaient les suivantes : il estimait que la candidate LR défendait « Versailles, Neuilly et la race blanche ». Puis il avait confirmé son attaque sur iTélé (« Je n'enlève aucun des mots qui sont inscrits ici »).
L'affaire surgit à la suite de la parution d'un livre, Bienvenue Place Beauvau, tandis que Claude Bartolone présente des excuses à la même Valérie Pécresse, pour des propos pouvant le conduire à sa mise en examen pour injure aggravée.

### Élections régionales de 2015
Son nom est évoqué dès le printemps 2015 comme possible tête de liste PS pour les élections régionales d'Île-de-France. Il est préféré par l'exécutif à Benoît Hamon, à Marie-Pierre de La Gontrie et au président sortant de la région, Jean-Paul Huchon, qui se retirent tous après l'annonce de la candidature de Claude Bartolone. Il annonce, en mai 2015, que dans un souci d'équité, il ne présidera plus les séances au palais Bourbon à compter de la rentrée parlementaire, cette tâche étant assumée par les vice-présidents, tout en continuant d'assumer ses autres fonctions de président de l'Assemblée nationale.
Le 10 décembre, entre les deux tours de l'élection, il déclare à propos de sa principale rivale, Valérie Pécresse : « C'est Versailles, Neuilly et la “race blanche” qu'elle défend en creux », citant les propos de Nadine Morano. Ces propos déclenchent une vive polémique,. Il s'excuse tardivement, en mars 2017, par écrit de ces propos : « au moment où se clôt la dernière session parlementaire de cette législature, placée sous ma présidence, je souhaitais vous adresser des excuses républicaines qui font suite à mes regrets exprimés ». Valérie Pécresse accepte ces excuses et retire sa plainte pour injure.
Sa liste arrive en deuxième position au premier tour, avec 25,2 % des voix, et fusionne la sienne avec celles de Pierre Laurent (FG) et Emmanuelle Cosse (EELV) au second. La liste de gauche est cependant battue à l'issue du second tour, le 13 décembre 2015, obtenant 42,2 % des suffrages dans le cadre d'une triangulaire avec la liste de droite conduite par Valérie Pécresse (43,8 %) et la liste FN de Wallerand de Saint-Just (14 %). Après sa défaite, Claude Bartolone conserve la présidence de l'Assemblée nationale et démissionne de la fonction de conseiller régional d'Île-de-France.

### Élection présidentielle de 2017
Blessé par les propos de François Hollande qui déclare, dans Un président ne devrait pas dire ça..., qu'il n'aurait « pas l'envergure » pour être Premier ministre et le présente sous un mauvais jour, il rompt ses relations avec le chef de l'État en octobre 2016,. Lors de la primaire citoyenne de 2017, il soutient la candidature de Manuel Valls mais celui-ci est très nettement devancé par Benoît Hamon dans le choix des votants au niveau national et en Seine-Saint-Denis, y compris dans les villes de sa circonscription, ce qui illustre sa perte d'influence,.
Il prend la décision en février de ne pas se représenter aux élections législatives de 2017. Si « beaucoup d’observateurs estiment que ce choix s’est imposé petit à petit à la suite de plusieurs défaites successives », Le Parisien considère que « c’est probablement l’éloignement progressif de ses protégés qui achèvera de le convaincre », Stéphane Troussel et Mathieu Hanotin soutenant Benoît Hamon à l'occasion de la primaire citoyenne de 2017.
En mars 2017, il annonce qu'il est prêt à voter pour Emmanuel Macron s'il estime « que la démocratie est en danger et que c'est la seule alternative ». Il ne parraine aucun candidat pour l'élection présidentielle.

### Retrait de la vie politique
Reconverti dans les affaires, Claude Bartolone reste membre du PS mais ne vote pas lors de l'élection du premier secrétaire précédant le congrès d'Aubervilliers.
En 2022, à la suite de l'accord du Parti socialiste avec La France insoumise, il quitte le parti.

## Détails des mandats et fonctions politiques

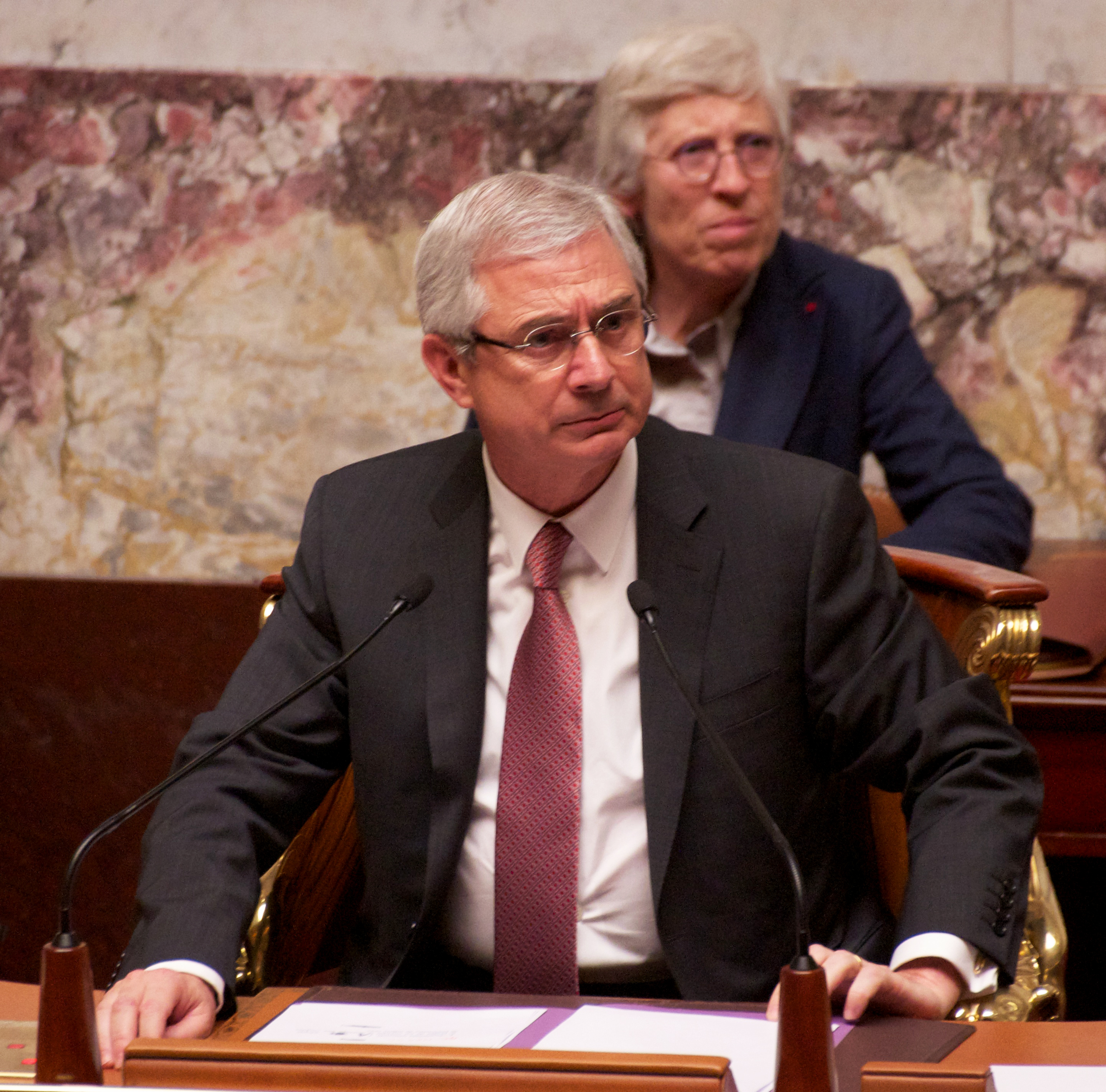
Claude Bartolone présidant au « perchoir » en 2013, assisté par Corinne Luquiens, secrétaire générale de l’Assemblée et de la présidence, à l’arrière-plan.

### Mandats

#### Fonctions gouvernementales
- 30 mars 1998 – 5 mai 2002 : ministre délégué à la Ville

#### Mandats parlementaires
- 1981-1986 : député pour la 6e circonscription de la Seine-Saint-Denis
- 1986-1988 : député pour la Seine-Saint-Denis
- 1988-1998 : député pour la 6e circonscription de la Seine-Saint-Denis
- 1992-1993 : vice-président de l'Assemblée nationale
- 1997-1998 : président de la commission des Affaires culturelles, familiales et sociales
- 2002-2012 : député pour la 6e circonscription de la Seine-Saint-Denis
- 2012-2017 : député pour la 9e circonscription de la Seine-Saint-Denis
- 2012-2017 : président de l'Assemblée nationale

#### Mandats locaux

##### Mandats régionaux
- mars 1998 – juin 2002 : conseiller régional d'Île-de-France
- 14 – 17 décembre 2015 : conseiller régional d'Île-de-France

##### Mandats départementaux
- mars 1979 – mars 1992 : conseiller général de la Seine-Saint-Denis pour le canton des Lilas
- mars 2008 – avril 2014 : conseiller général de la Seine-Saint-Denis pour le canton de Pantin-Est
- mars 2008 – septembre 2012 : président du conseil général de la Seine-Saint-Denis

##### Mandats intercommunaux
- mars 2014 – décembre 2015 : conseiller communautaire d'Est Ensemble

##### Mandats municipaux
- mars 1977 – mars 1983 : conseiller municipal du Pré-Saint-Gervais
- mars 1983 – mars 1989 : conseiller municipal des Lilas
- 19 juin 1995 – 9 mars 2008 : conseiller municipal du Pré-Saint-Gervais
- juin – octobre 1995 : adjoint au maire du Pré-Saint-Gervais
- 26 octobre 1995 – 30 mars 1998 : maire du Pré-Saint-Gervais
- octobre 2001 – 9 mars 2008 : adjoint au maire du Pré-Saint-Gervais
- mars 2014 – juin 2020 : conseiller municipal du Pré-Saint-Gervais

### Fonctions politiques
- octobre 1982 : membre du comité directeur du PS
- juillet 1988 – mars 1990 : secrétaire national du PS à la jeunesse
- mars 1990 – avril 1993 : secrétaire national du PS aux Relations extérieures
- novembre 1993 – octobre 1995 : secrétaire national du PS aux élections
- décembre 2008 – octobre 2012 : secrétaire national du PS aux Relations extérieures

## Résultats électoraux

### Présidence de l'Assemblée nationale
| Année | Parti | Parti | 1er tour | 1er tour | 1er tour | Issue |
| Année | Parti | Parti | Voix     | %        | Rang     | Issue |
| ----- | ----- | ----- | -------- | -------- | -------- | ----- |
| 2012  |       | PS    | 298      | 61,44    | 1er      | Élu   |

### Élections régionales
| Année | Nuance | Nuance | Région        | Position                | 1er tour | 1er tour | 1er tour | 2d tour     | 2d tour     | 2d tour     | Sièges (CR) |
| Année | Nuance | Nuance | Région        | Position                | Voix     | %        | Rang     | Voix        | %           | Rang        | Sièges (CR) |
| ----- | ------ | ------ | ------------- | ----------------------- | -------- | -------- | -------- | ----------- | ----------- | ----------- | ----------- |
| 1998  |        | GP     | Île-de-France | 2e en Seine-Saint-Denis | 130 051  | 39,65    | 1re      | Tour unique | Tour unique | Tour unique | -           |
| 2015  |        | UG     | Île-de-France | Tête de liste           | 794 322  | 25,19    | 2e       | 1 569 262   | 42,18       | 2e          | 66 / 209    |

### Élections départementales
| Année | Parti      | Parti | Département       | Canton    | 1er tour | 1er tour | 1er tour            | 2d tour             | 2d tour             | 2d tour             | Issue   |
| Année | Parti      | Parti | Département       | Canton    | Voix     | %        | Rang                | Voix                | %                   | Rang                | Issue   |
| ----- | ---------- | ----- | ----------------- | --------- | -------- | -------- | ------------------- | ------------------- | ------------------- | ------------------- | ------- |
| 1979  |            | PS    | Seine-Saint-Denis | Les Lilas |          |          |                     |                     |                     | 1er                 | Élu     |
| 1982  |            | PS    | Seine-Saint-Denis | Les Lilas |          |          |                     |                     |                     | 1er                 | Élu     |
| 1985  |            | PS    | Seine-Saint-Denis | Les Lilas |          |          |                     |                     |                     | 1er                 | Élu     |
| 1988  |            | PS    | Seine-Saint-Denis | Les Lilas |          |          |                     |                     |                     | 1er                 | Élu     |
| 1992  |            | PS    | Seine-Saint-Denis | Les Lilas | 3619     | 29,33    | 2e                  | 4679                | 42,37               | 2e                  | Éliminé |
| 2008  | Pantin-Est | PS    | Seine-Saint-Denis | 3 351     | 55,49    | 1er      | Élu dès le 1er tour | Élu dès le 1er tour | Élu dès le 1er tour | Élu dès le 1er tour |         |

### Élections législatives
| Année | Parti                                      | Parti | Circonscription            | 1er tour | 1er tour | 1er tour    | 2d tour     | 2d tour     | 2d tour        | Issue |
| Année | Parti                                      | Parti | Circonscription            | Voix     | %        | Rang        | Voix        | %           | Rang           | Issue |
| ----- | ------------------------------------------ | ----- | -------------------------- | -------- | -------- | ----------- | ----------- | ----------- | -------------- | ----- |
| 1981  |                                            | PS    | 6e de la Seine-Saint-Denis | 13 502   | 32,99    | 1er         | 26 384      | 65,51       | 1er            | Élu   |
| 1986  | Proportionnelle à l'échelle départementale | PS    | 143 514                    | 29,13    | 1er      | Tour unique | Tour unique | Tour unique | Élu (4 sièges) |       |
| 1988  |                                            | PS    | 6e de la Seine-Saint-Denis | 12 157   | 34,27    | 1er         | 21 225      | 59,81       | 1er            | Élu   |
| 1993  | 6 981                                      | PS    | 6e de la Seine-Saint-Denis | 19,72    | 2e       | 17 330      | 51,55       | 1er         |                | Élu   |
| 1997  |                                            | PS    | 6e de la Seine-Saint-Denis | 8 998    | 26,98    | 1er         | 20 575      | 61,02       | 1er            | Élu   |
| 2002  | 11 683                                     | PS    | 6e de la Seine-Saint-Denis | 36,62    | 1er      | 16 791      | 59,67       | 1er         |                | Élu   |
| 2007  |                                            | PS    | 6e de la Seine-Saint-Denis | 12 979   | 39,16    | 1er         | 19 758      | 64,62       | 1er            | Élu   |
| 2012  | 9e de la Seine-Saint-Denis                 | PS    | 15 857                     | 48,66    | 1er      | 22 921      | 75,30       | 1er         |                | Élu   |

### Élections municipales
| Année | Liste | Liste | Commune              | 1er tour | 1er tour | 1er tour | 2d tour | 2d tour | 2d tour | Issue |
| Année | Liste | Liste | Commune              | Voix     | %        | Rang     | Voix    | %       | Rang    | Issue |
| ----- | ----- | ----- | -------------------- | -------- | -------- | -------- | ------- | ------- | ------- | ----- |
| 2001  |       | PS    | Le Pré-Saint-Gervais | 1 673    | 45,27    | 1re      | 2 275   | 61,99   | 1re     | Élu   |
| 2014  | 1 807 | PS    | Le Pré-Saint-Gervais | 50,19    |          | 1re      |         |         |         | Élu   |

## Décorations

### Française
- Officier de la Légion d'honneur (décret du 13 juillet 2019, décoré par le président de la République Emmanuel Macron le 18 décembre 2019)[112],[113].

### Étrangères
- Grand-croix de l'ordre du Mérite (Sénégal).
- Chevalier grand-croix de l'ordre du Mérite de la République italienne‎ (reçue le 19 novembre 2012[114]).
- Grand-croix de l'ordre du Mérite civil d'Espagne (2015)[115].

## Publications
- Une élection imperdable, Éditions de L'Archipel, 2007  (ISBN 2-84187-985-2).
- L'Urgence européenne, Fondation Jean Jaurès, 2013 (source)
- Je ne me tairai plus, entretiens avec Hélène Bekmezian, Flammarion, 2014,  (ISBN 978-2081343078).
- Refaire la démocratie. Dix-sept propositions (dir.), Thierry Marchaisse, 2016 (avec Michel Winock)